# Tous les biens de la terre
Pour plus de détails, voir Fiche technique et Distribution.
Tous les biens de la terre (All That Money Can Buy ou The Devil and Daniel Webster) est un film américain en noir et blanc réalisé par William Dieterle, sorti en 1941.
Le film suit un fermier américain qui échange son âme contre sept années de bonheur, jusqu'au jour où il commence à éprouver des remords.

## Synopsis
En 1840 dans le New Hampshire, Jabez Stone, un pauvre fermier au bon cœur, est menacé de terminer sur la paille à la suite d'un concours de malchance. Après une énième série de mésaventures, il déclare impulsivement qu'il vendrait son âme au diable en personne pour deux cents, et quelques instants plus tard, le diable lui apparaît, se faisant appeler M. Scratch. Il lui fait alors l'offre de lui vendre son âme contre sept année de chance et de prospérité. Scratch tente Jabez en révélant comme par magie un trésor de pièces d'or caché sous la ferme, obligeant Jabez à signer le contrat. Celui-ci commence sa nouvelle vie avec espoir, remboursant ses dettes et achetant de nouveaux outils et fournitures. Pendant que les femmes font leurs courses, Jabez se lie d'amitié avec le célèbre membre du Congrès, avocat et orateur Daniel Webster, un ami de la famille de sa femme et une figure bien-aimée qui défend la cause des paysans pauvres. M. Scratch tente également Webster de vendre son âme en échange de la réalisation de son ambition de devenir président des États-Unis. Au fil du temps, la richesse croissante de Jabez commence à le changer. Il prend au piège ses voisins désespérés avec des contrats financiers onéreux, aliénant lentement sa femme dévouée, Mary, et sa pieuse mère. Plus tard, alors que les habitants célèbrent la récolte dans la grange de Jabez, Mary donne naissance à leur premier enfant, qu'ils nomment Daniel en l'honneur de M. Webster, mais quelques minutes plus tard, Jabez découvre que la fille locale qu'ils avaient embauchée comme femme de chambre a disparu. A sa place, il retrouve la belle et sinistre Belle, que M. Scratch a envoyée. Elle ensorcelle Jabez, creusant un fossé entre Mary et lui. Au fur et à mesure que Daniel grandit, il tombe lui aussi sous l'influence de Belle, et elle le transforme en un gamin gâté et désobéissant.
Dans quelques années encore, Jabez est l'un des hommes les plus riches du pays. Il a construit un somptueux manoir mais cela se termine par un désastre. Après une danse cauchemardesque entre Belle et Miser Stephens, dont les normes impitoyables de remboursement de la dette ont été un moteur dans la décision de Jabez d'accepter l'offre de Scratch, Jabez trouve Stephens mort sur le sol. Lui aussi avait signé un pacte avec M. Scratch, et son temps était écoulé. Maintenant désespéré et réalisant que son temps est presque écoulé, Jabez essaie d'effacer le délai que M. Scratch a brûlé dans l'arbre à l'extérieur de la grange mais Scratch apparaît et tente à nouveau Jabez, proposant de prolonger son accord en échange de l'âme de son fils. Horrifié, Jabez s'enfuit et poursuit Mary. Il lui demande pardon et supplie Webster de l'aider à trouver un moyen de sortir de son marché avec le diable. Webster, l'avocat le plus renommé du pays, accepte de prendre sa cause. M. Scratch propose à nouveau une prolongation en échange du fils de Jabez, mais le père refuse. Il supplie alors Webster de partir avant qu'il ne soit trop tard mais Webster refuse de partir. Comme M. Scratch réclame son dû, Webster parie sa propre âme qu'il peut gagner un procès face au diable devant un jury. M. Scratch accepte et choisit les membres du jury parmi les personnalités les plus notoires de l'histoire américaine dont Benedict Arnold,  Stede Bonnet, et John Hathorne en tant que juge. Webster commence par déclarer qu'il envie le jury car, en tant qu'Américains, ils ont été présents à la naissance d'une nation mais ils ont tous été dupés comme Jabez Stone, piégés dans leur désir de se rebeller contre leur destin. Webster explique que c'est le droit éternel de chacun, y compris le jury, de lever le poing contre son destin. Ils ont pris le mauvais virage, tout comme Stone l'a fait, mais l'âme de Stone peut être sauvée.
Hathorne demande au jury son verdict et, en réponse, le contremaître déchire le contrat, libérant Jabez de son accord. Webster expulse alors M. Scratch, désormais impuissant, mais alors qu'il est éjecté, le démon promet que Webster ne réalisera jamais son ambition de devenir président. Scratch, qui a volé une tarte à la fenêtre de la cuisine Stone, est assis seul à la manger, feuilletant avec résignation un cahier. Il le range puis brise le quatrième mur, regardant droit devant lui et pointant sans un mot "Vous êtes le prochain" vers le spectateur.

## Fiche technique
- Titre : Tous les biens de la terre
- Titre original : All That Money Can Buy
- Titre original alternatif : The Devil and Daniel Webster
- Réalisation : William Dieterle
- Scénario : Dan Totheroh et Stephen Vincent Benet d'après sa nouvelle intitulée Le Diable et Daniel Webster (1936)
- Producteur : William Dieterle
- Société de distribution : RKO Pictures
- Musique : Bernard Herrmann
- Photographie : Joseph H. August
- Montage : Robert Wise
- Pays de production : États-Unis
- Format : noir et blanc - 1,37:1 - son : Mono
- Genre : Comédie dramatique, Film historique
- Durée : 107 min
- Dates de sortie : 
  - États-Unis : 17 octobre 1941
  - France : 23 avril 1947

## Distribution
- Edward Arnold : Daniel Webster
- Walter Huston : M. Scratch
- Jane Darwell : Ma Stone
- Simone Simon : Belle
- Gene Lockhart : Squire Slossum
- John Qualen : Miser Stevens
- H. B. Warner : Justice John Hathorne
- Frank Conlan : shériff
- Lindy Wade : Daniel Stone
- George Cleveland : Cy Bibber
- Anne Shirley : Mary Stone
- James Craig : Jabez Stone